# Pseudopiptadenia contorta
Pseudopiptadenia contorta är en ärtväxtart som först beskrevs av Dc., och fick sitt nu gällande namn av Gwilym Peter Lewis och Marli Pires Morim de Lima. Pseudopiptadenia contorta ingår i släktet Pseudopiptadenia och familjen ärtväxter. Inga underarter finns listade i Catalogue of Life.